# Dimethylmethylfosfonát
Dimethylmethylfosfonát je organická sloučenina se vzorcem CH3PO(OCH3)2. Tato bezbarvá kapalina se nejčastěji používá jako zpomalovač hoření.

## Příprava
Dimethylmethylfosfonát lze připravit Michaelisovou–Arbuzovovou reakcí z trimethylfosfitu a methylhalogenidu, například jodmethanu.

## Reakce
Dimethylmethylfosfonát reaguje s thionylchloridem za vzniku dichloridu kyseliny methylfosfonové, který lze použít na výrobu nervově paralytických látek sarinu a somanu; tuto reakci mohou katalyzovat různé aminy.

## Použití
Nejčastěji se dimethylmethylfosfonát používá jako zpomalovač hoření. Také nachází využití například jako aditivum do motorových paliv, plastifikátor a součást rozpouštědel a nízkoteplotních hydraulických kapalin. Lze jej také použít jako katalyzátor a reaktant v organické syntéze, jelikož může vytvářet velmi reaktivní ylid.